# Hoogheemraadschap van den Bunschoter Veen- en Veldendijk
Het Hoogheemraadschap van den Bunschoter Veen- en Veldendijk was een van de oudste waterschappen in het noordelijk deel van de provincie Utrecht. Het waterschap had tot doel het onderhoud van de genoemde zeedijken rond Bunschoten.